# Heilbronner Stimme

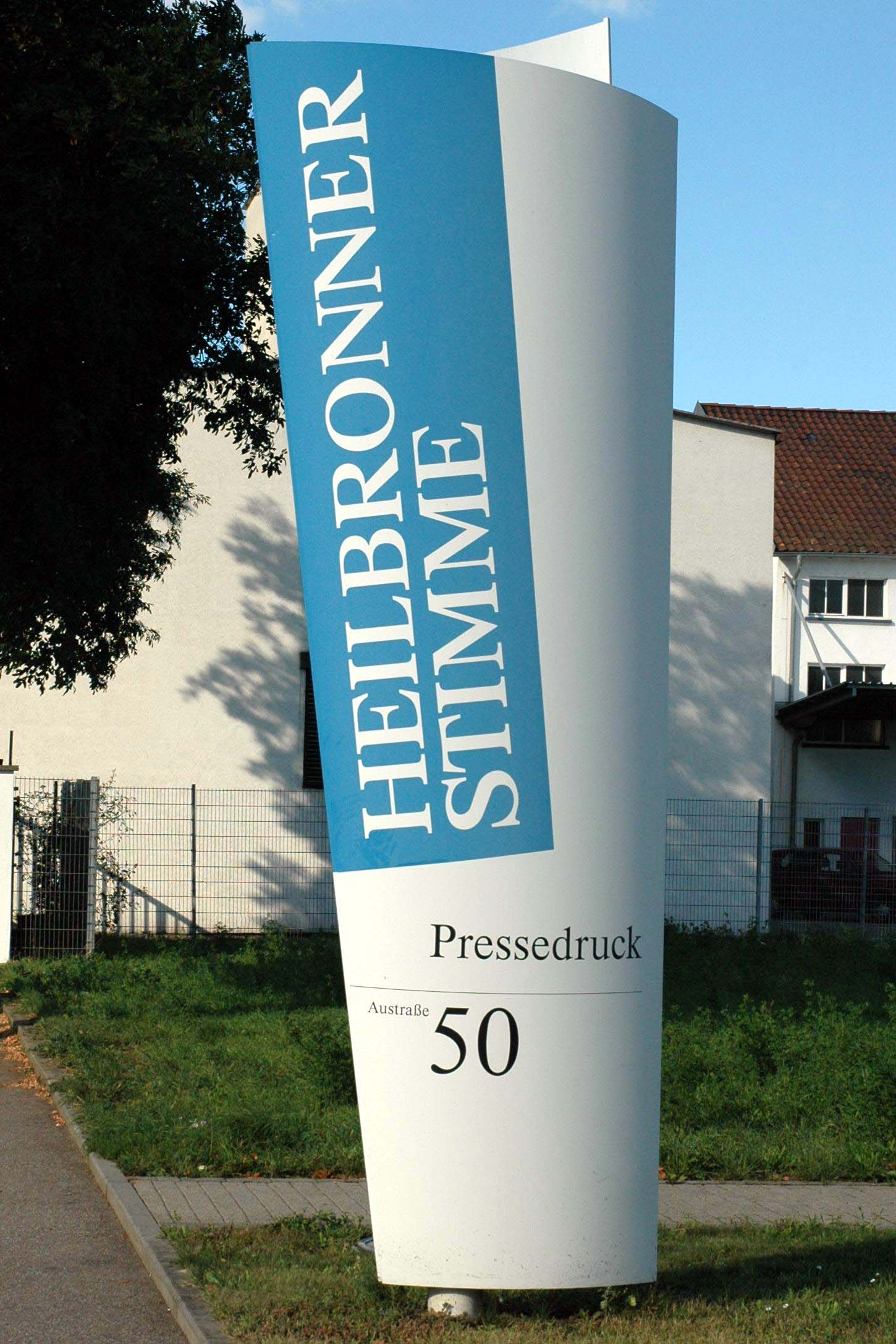
„Hausnummernschild“ vor dem Druckereigebäude der Heilbronner Stimme

Die Heilbronner Stimme (HSt) ist eine Regionalzeitung und die einzige Tageszeitung der baden-württembergischen Großstadt Heilbronn. Im Verlag der Heilbronner Stimme, der über 520 Mitarbeiter beschäftigt, erscheinen neben vier Regionalausgaben der Heilbronner Stimme auch die beiden Tageszeitungen Hohenloher Zeitung und Kraichgau Stimme sowie diverse Anzeigenblätter (u. a. echo am Wochenende, HZextra). Letztere werden von Delta Medien Service GmbH, Heilbronn, herausgegeben. Online ist die Heilbronner Stimme mit der Medienplattform www.stimme.de vertreten. Das Verbreitungsgebiet der Tageszeitungen ist die Stadt Heilbronn, der Landkreis Heilbronn, der Hohenlohekreis sowie einzelne Gemeinden angrenzender Landkreise. Die verkaufte Auflage beträgt 60.128 Exemplare, ein Minus von 40,8 Prozent seit 1998. Die Zeitung wird im Rheinischen Format gedruckt. Der Verleger ist Tilmann Distelbarth. Chefredakteur ist seit dem 1. Juli 2006 Uwe Ralf Heer. Die Heilbronner Stimme ist Teil der Marke Stimme Mediengruppe. Stellvertretende Chefredakteure sind Tanja Ochs (Zuständigkeitsbereich Heilbronner Stimme) und seit Juni 2023 Markus Merz, welcher für die digitalen Angebote zuständig ist. 
Die Heilbronner Stimme ist gemäß den von jedem Redaktionsmitglied zu unterschreibenden Richtlinien zur „Haltung der Zeitung“ „überparteilich, liberal, freiheitlich/fortschrittlich und unabhängig von fremden Einflüssen.“ In ihrem Impressum führt sie den Zusatz „Unabhängige Tageszeitung“. Bis auf den Egon-Erwin-Kisch-Preis (jetzt Henri-Nannen-Preis) hat die Redaktion alle wichtigen Journalismus-Preise mindestens einmal gewonnen, u. a. den Wächterpreis der deutschen Tagespresse, den Theodor-Wolff-Preis, den Lokaljournalistenpreis der Konrad-Adenauer-Stiftung, den Adenauer-Sonderpreis und den Christophorus-Preis.

## Ausgaben
Die Heilbronner Stimme (Kraichgau Stimme und Hohenloher Zeitung mit eingerechnet) erscheint insgesamt in sechs (bis 1. Oktober 2017 neun) verschiedenen Haupt- und Lokalausgaben, die sich nur auf wenigen Seiten im Lokalteil voneinander unterscheiden:
1. H, Heilbronn (Stadtausgabe)
2. N, Landkreis Nord (Bad Friedrichshall, Bad Wimpfen, Erlenbach, Gundelsheim, Hardthausen am Kocher, Haßmersheim, Jagsthausen, Langenbrettach, Möckmühl, Neckarsulm, Neudenau, Neuenstadt am Kocher, Oedheim, Offenau, Roigheim, Untereisesheim, Widdern)
3. W, Landkreis West (Bönnigheim, Brackenheim, Cleebronn, Güglingen, Kirchheim am Neckar, Lauffen am Neckar, Leingarten, Massenbachhausen, Neckarwestheim, Nordheim, Pfaffenhofen, Schwaigern, Zaberfeld)
4. O, Landkreis Ost (Abstatt, Beilstein, Eberstadt, Ellhofen, Flein, Ilsfeld, Lehrensteinsfeld, Löwenstein, Oberstenfeld, Obersulm, Talheim, Untergruppenbach, Weinsberg, Wüstenrot)
5. HZ, Hohenloher Zeitung (gesamter Hohenlohekreis mit Künzelsau und Öhringen, außerdem Steinkirchen)
6. KS, Kraichgau Stimme (Bad Rappenau, Eppingen, Gemmingen, Hüffenhardt, Ittlingen, Kirchardt, Siegelsbach, Sulzfeld)

Aufteilung vor dem 1. Oktober 2017:
1. H, Heilbronn (Stadtausgabe)
2. NO, Nord-Ost (Hardthausen am Kocher, Jagsthausen, Langenbrettach, Möckmühl, Neudenau, Neuenstadt am Kocher, Roigheim, Widdern)
3. NM, Nord-Mitte (Bad Friedrichshall, Bad Wimpfen, Erlenbach, Gundelsheim, Haßmersheim, Neckarsulm, Oedheim, Offenau, Untereisesheim)
4. KS, Kraichgau Stimme (Bad Rappenau, Eppingen, Gemmingen, Hüffenhardt, Ittlingen, Kirchardt, Siegelsbach, Sulzfeld)
5. LT, Leintal (Leingarten, Massenbachhausen, Schwaigern)
6. SW, Süd-West (Bönnigheim, Brackenheim, Cleebronn, Güglingen, Kirchheim am Neckar, Lauffen am Neckar, Neckarwestheim, Nordheim, Pfaffenhofen, Zaberfeld)
7. SO, Süd-Ost (Abstatt, Beilstein, Flein, Ilsfeld, Oberstenfeld, Talheim, Untergruppenbach)
8. WT, Weinsberger Tal (Eberstadt, Ellhofen, Lehrensteinsfeld, Löwenstein, Obersulm, Weinsberg, Wüstenrot)
9. HZ, Hohenloher Zeitung (gesamter Hohenlohekreis mit Künzelsau und Öhringen, außerdem Steinkirchen)

## Auflage
Die Heilbronner Stimme hat wie die meisten deutschen Tageszeitungen in den vergangenen Jahren an Auflage eingebüßt. Die verkaufte Auflage ist in den vergangenen 10 Jahren um durchschnittlich 3,4 % pro Jahr gesunken. Im vergangenen Jahr hat sie um 4,1 % abgenommen. Sie beträgt gegenwärtig 60.128 Exemplare. Der Anteil der Abonnements an der verkauften Auflage liegt bei 83,5 Prozent.
| 1998   | 1999   | 2000   | 2001   | 2002   | 2003  | 2004  | 2005   | 2006  | 2007  | 2008  | 2009  | 2010  | 2011  | 2012  | 2013  | 2014  | 2015  | 2016  | 2017  | 2018  | 2019  | 2020  | 2021  | 2022  | 2023  | 2024  |
| ------ | ------ | ------ | ------ | ------ | ----- | ----- | ------ | ----- | ----- | ----- | ----- | ----- | ----- | ----- | ----- | ----- | ----- | ----- | ----- | ----- | ----- | ----- | ----- | ----- | ----- | ----- |
| 101598 | 101300 | 101373 | 102114 | 100256 | 99174 | 98186 | 100174 | 96131 | 94622 | 93110 | 92323 | 90851 | 89156 | 87952 | 87222 | 85928 | 84212 | 82869 | 80853 | 78530 | 76435 | 74765 | 71683 | 68201 | 63233 | 60619 |

## Geschichte

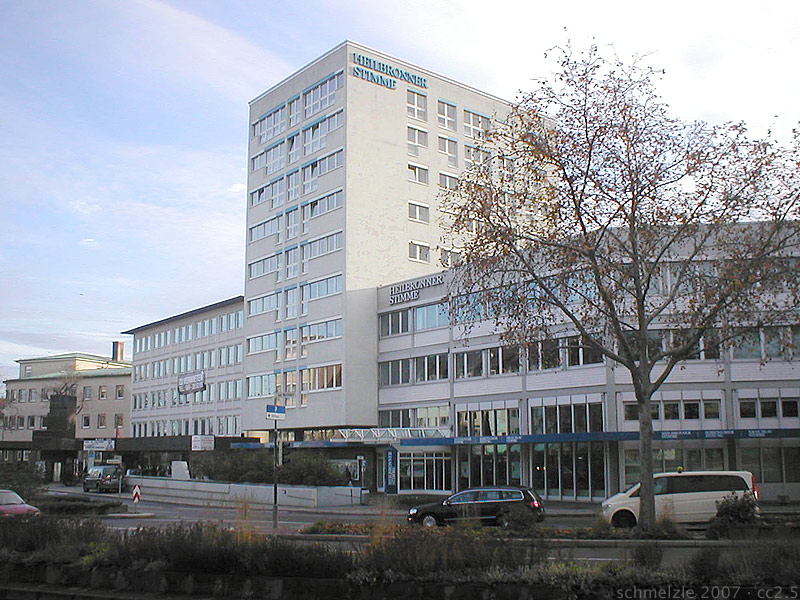
Stimme-Hochhaus an der Allee in Heilbronn, erbaut 1957

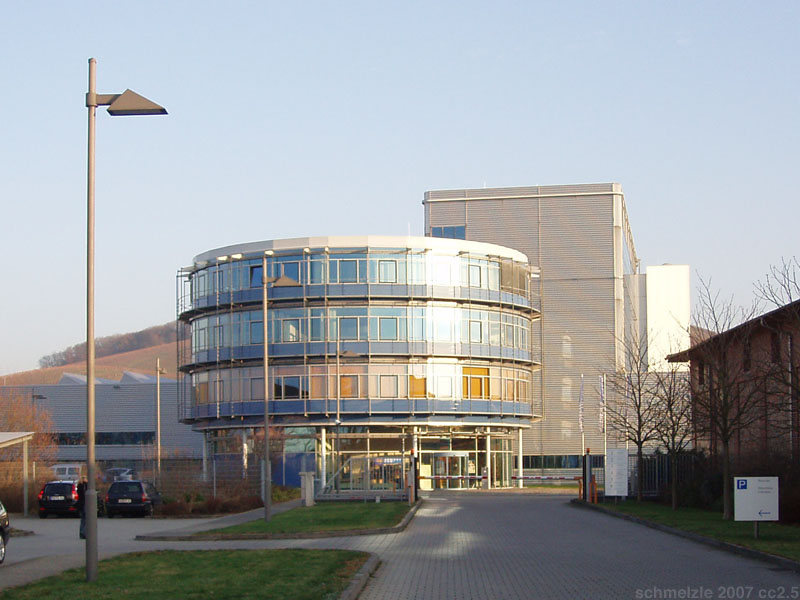
Stimme-Druckzentrum im Industriegebiet, erbaut 1995

Die Heilbronner Stimme erschien erstmals am 28. März 1946 mit der Lizenz US-WB-102 der Militärregierung der Vereinigten Staaten, die am 26. März 1946 erteilt wurde. Sie war die dritte Lizenzzeitung in Württemberg (nach der Stuttgarter Zeitung und der Schwäbischen Donau-Zeitung in Ulm, der jetzigen Südwest Presse) und die 31. in der amerikanischen Besatzungszone. Der Titel der neuen Zeitung sollte ursprünglich Heilbronner Zeitung lauten; alle drei zur Vorlage bei der amerikanischen Militärregierung am 16. und 19. März 1946 gedruckten Probenummern tragen diesen Titel. Die Amerikaner wollten jedoch keine Zeitungstitel zulassen, die es bereits gegeben hatte, und eine Heilbronner Zeitung hatte es von 1879 bis 1920 schon einmal gegeben. So kam es in Anlehnung an das von den US-Behörden 1945 herausgegebene Wochenblatt Stuttgarter Stimme zu dem für eine Zeitung ungewöhnlichen Titel Heilbronner Stimme.
Die ersten Verleger waren Paul Distelbarth (1879–1963) und Hermann Schwerdtfeger (1903–1988). Distelbarth kam ursprünglich aus Böhmen, fand im Ersten Weltkrieg zum Pazifismus und kam 1921 in die Heilbronner Gegend. 1933 musste er fliehen und wurde Korrespondent in Paris. Schwerdtfeger, ursprünglich aus Stuttgart, hatte als Redakteur beim Haller Tagblatt gearbeitet, wo er 1933 entlassen wurde. Beide Männer erschienen den US-Militärbehörden geeignet, beim Aufbau einer neuen freien Presse mitzuwirken. Distelbarths Sohn Frank Distelbarth (1928–2012) trat 1954 in die Geschäftsleitung ein und wurde 1955 Geschäftsführer. Bis zu seinem Rückzug 1998 prägte er maßgeblich die weitere Entwicklung des Verlages.
Die Zeitung erschien anfangs dreimal in der Woche, ab Herbst 1947 nur noch zweimal pro Woche wegen Papierknappheit, von August 1948 an wieder dreimal und ab 1. November 1948 bis heute dann sechsmal in der Woche. Im Oktober 1950 wurde das Zeitungsformat vom Berliner Format auf das größere Rheinische Format umgestellt. Die Auflage der ersten Ausgabe betrug 38.000 Exemplare zum Preis von jeweils 20 Pfennig. Bis Mai 1948 stieg sie auf 63.000 und fiel bis 1951 wieder zurück auf 48.000. In der Folgezeit stieg sie wieder, bis 1979 erstmals 100.000 Exemplare erreicht wurden, eine Zahl, die im Wesentlichen auch heute noch aktuell ist. 1995 wurde mit 117.000 gedruckten Exemplaren bei rund 98.000 Abonnenten ein Höchststand erreicht.
Gedruckt wurde die Zeitung zu Beginn in der Scheune des Gasthauses Zum Löwen in Großgartach (heute Leingarten), die Redaktion hauste im Keller des Heilbronner Schießhauses, eines unzerstört gebliebenen Rokokogebäudes. Setzerei und Druck konnten im Juli 1947 in die Vereinsdruckerei (am heutigen Standort des Shoppinghauses) an die Allee in der Heilbronner Innenstadt umziehen, die frühere Druckerei der Heilbronner SPD-Zeitung Neckar-Echo. Im Folgejahr zogen auch Redaktion und Verwaltung dorthin. Nachdem ab 1949 auch das Neckar-Echo wieder in der Vereinsdruckerei gedruckt wurde, bezog das Unternehmen Heilbronner Stimme 1950 das Druck- und Verlagsgebäude an der Synagogengasse, das 1957 um das Stimme-Hochhaus an der Allee 2 erweitert wurde. Das Druckhaus an der Synagogengasse hatte eine 30 Meter lange Glasfassade, die es Passanten ermöglichte, dem Zeitungsdruck mit Rotationsmaschinen zuzuschauen. Nachdem man 1971 den ersten Satzrechner angeschafft hatte, stellte die Heilbronner Stimme im Juni 1975 als dritte deutsche Tageszeitung ihre Produktion vollständig von Bleisatz auf Fotosatz um. Da der Platz für die Druckerei an der Allee nicht mehr ausreichte, wurde 1993–1995 im Heilbronner Industriegebiet ein am 29. September 1995 eingeweihter Neubau erstellt, in den Druckerei und Versand umzogen. 
Seit Ende 1946 erschien die Heilbronner Stimme auch im Hohenlohekreis. Am 18. Januar 1947 erscheint die erste Hohenloher Zeitung als Lokalausgabe der Heilbronner Stimme in Hohenlohe unter dem Titel Hohenloher Zeitung. Nach Aufhebung der Lizenzpflicht 1949 erschienen zwei Konkurrenzzeitungen in Heilbronn: ab März die Heilbronner Abendpost, eine Nebenausgabe der Fränkischen Nachrichten aus Tauberbischofsheim, die aber noch im gleichen Jahr wieder eingestellt wurde, und ab 30. Juli das Neckar-Echo, eine SPD-Zeitung, die schon von 1908 bis zu ihrem Verbot 1933 bestanden hatte. Das SPD-Blatt erreichte eine Auflage von 32.000 Exemplaren und hielt sich 18 Jahre, wurde aber aus Kostengründen zum 1. Juli 1967 eingestellt. Seitdem ist die Heilbronner Stimme die einzige lokale Tageszeitung.
Auch in den Landkreisen Heilbronn und Hohenlohekreis gab es Konkurrenzblätter, die aber nach und nach aufgaben, von der Heilbronner Stimme aufgekauft und in die eigenen Lokalausgaben integriert wurden. Dieses Schicksal ereilte den Kocher- und Jagstboten aus Künzelsau 1955, die Unterländer Volkszeitung aus Neckarsulm 1967, die Neckar-Rundschau aus Lauffen am Neckar 1968 und die Eppinger Zeitung aus Eppingen 1972. Die Eppinger Zeitung wurde unter diesem Titel noch jahrzehntelang als Lokalausgabe der Heilbronner Stimme fortgeführt. Ab 17. Februar 2001 wurde sie dann mit der bisherigen Ausgabe NW, Nordwest zur neuen Kraichgau Stimme zusammengelegt.
Heute hat die Heilbronner Stimme nur noch an den Rändern ihres Verbreitungsgebietes Konkurrenz von anderen Zeitungen, so z. B. im Nordwesten des Landkreises Heilbronn von der Rhein-Neckar-Zeitung. Die Freiburger Zeitung am Sonntag wollte 1998/99 eine Heilbronner Ausgabe ihrer kostenlos verteilten Sonntagszeitung auf den Markt bringen, in Kooperation mit dem damals wöchentlich am Mittwoch erscheinenden Heilbronner Anzeigenblatt Neckar-Express. Der Verlag der Heilbronner Stimme brachte daraufhin über einen Tochterverlag (Delta Medien Service GmbH & Co. KG) ein eigenes Anzeigenblatt namens echo heraus, das seit dem 20. September 1998 mittwochs und sonntags als echo am Mittwoch (bis Mai 2023) bzw. echo am Sonntag erschien und nunmehr zusammengelegt als echo am Wochenende am Samstag kostenlos verteilt wird. Die Heilbronner Ausgabe der Zeitung am Sonntag erschien kurz darauf dennoch, wurde einige Monate später aber wieder eingestellt. Der Neckar-Express selbst wurde im März 2011 eingestellt. 

stimme.de

Neben den Tageszeitungen und echo wurden vom Verlag der Heilbronner Stimme von 1978 bis 1986 auch einige monatliche oder wöchentliche (Neckarsulm) sogenannte Lokalanzeiger neu gestartet, für einzelne Städte (bzw. Stadtteile) und Gebiete wie Böckingen, Neckarsulm, Bad Friedrichshall, das Zabergäu, den Altkreis Öhringen und den Altkreis Künzelsau. Am 25. November 1987 startete der Verlag zusammen mit anderen Zeitungsverlagen aus der Region Franken, der Heilbronner IHK und der Heilbronner Handwerkskammer Radio Regional, Heilbronns ersten privaten Rundfunksender, der später in Radio Ton aufging. 1996 startete der Internet-Auftritt der Heilbronner Stimme, stimme.de, 1999 folgte die Gründung der Webagentur stimme.net, 2001 die des privaten Briefdienstleisters RegioMail. Seit März 2007 werden als stimme.tv Nachrichtenvideos im Internet angeboten. Ende 2014 wurden die Außenstellen der Redaktion in Eppingen und Künzelsau geschlossen und die bislang dort tätigen Redakteure in Heilbronn und Öhringen untergebracht.
2021 wurde die neue Dachmarke Stimme Mediengruppe geschaffen. Im selben Jahr bestand das Unternehmen 75 Jahre. Unter ihr firmieren künftig mit Sitz in der Heilbronner Innenstadt alle Unternehmen der Mediengruppe.

## Chefredakteure der Heilbronner Stimme
- 1946–1971: Hermann Schwerdtfeger
- 1971–1981: Karl Hohmann
- 1981–1989: Werner Thunert
- 1989–1994: Werner Distelbarth
- 1994–2006: Wolfgang Bok
- seit 2006: Uwe Ralf Heer

## Beteiligungen
Der Verlag der Heilbronner Stimme ist auch an verschiedenen anderen Medienunternehmen beteiligt, darunter
- Delta Medien Service GmbH, Herausgeber des kostenlosen wöchentlichen Anzeigenblattes echo am Wochenende, sowie des Online-Portals echo24.de.
- pVS – pro Verlag und Service GmbH & Co. KG, Herausgeber der monatlichen Publikationen Der Gemeinderat und proMagazin.
- Radio TON-Regional Hörfunk GmbH & Co. KG und Lokalradio Ostwürttemberg GmbH & Co. KG, Betreiber des privaten lokalen Radiosenders Radio Ton
- Staatsanzeiger für Baden-Württemberg GmbH, Verlag der gleichnamigen Wochenzeitung Staatsanzeiger für Baden-Württemberg[10][11]
- Südwestdeutsche Medien Holding als Teil der Gruppe Württembergischer Verleger
- TD Designagentur GmbH, inhabergeführte Werbeagentur mit Sitz in Heilbronn[12]

Die Druck & Medien Heilbronn GmbH ist gemeinsam mit den Zeitungsverlagen Badisches Pressehaus GmbH & Co. KG (unter anderem Badische Zeitung) und Verlagsgruppe Rhein Main GmbH & Co. KG (unter anderem Allgemeine Zeitung, Mainz) beteiligt an der Risikokapitalgesellschaft media + more venture Beteiligungs GmbH & Co. KG mit Sitz in Heilbronn; das Konsortium hat in den High-Tech Gründerfonds investiert.

## Kritik
- In den Jahren 1998 und 2003 erhielt die Heilbronner Stimme jeweils eine Rüge des Deutschen Presserats wegen Verstoßes gegen den Pressecodex, der erstmals 1973 formuliert wurde.
- Seit Jahren existieren kaum Bilder von dem in Heilbronn ansässigen Lidl-Gründer Dieter Schwarz. Laut N-tv, weil er es so will und weil man das nicht nur in Heilbronn akzeptiert. "Bei mir im Blatt gibt es keine Fotos von Herrn Schwarz", sagte 2020 Chefredakteur Uwe Ralf Heer. Dieter Schwarz fotografiert man nicht.[13] Es ist der Respekt vor dem größten Mäzen der Stadt, der selbst die Lokalmedien zur Zurückhaltung bewegt.[14]